# フルスロットル (ゲーム)
「フルスロットル」 (FULL THROTTLE) は、タイトーから1987年稼動開始した、キャノンボールを意識したレースゲーム。北米版タイトルは「Top Speed」。開発は当時存在したタイトー大阪研究所が担当。
可動筐体であるDXタイプはデフォルメされた赤いボディの（海外では黒のバージョンもあった）自動車型の筐体に乗ってプレイする（非可動筐体のコクピットタイプは黄色のボディ）大型筐体ゲームとなっている。稼動期間は短く、やがて筐体だけを流用したチェイスH.Q.に置き換わっていった。
ニトロパワーの爆発的加速感はなんと500km/hとカタログに書いてある。
なお、ゲーム中のBGMはMar.（ZUNTATA）が担当している。

## ゲームのルール
画面はリアビューで自車（2代目マツダ・RX-7に酷似したかっこいいスポーツカー）を後方から見た視点で、ステアリング、スタートボタン、アクセル＆ブレーキペダル、シフトレバー＆ニトロスイッチで操作を行う。全5ステージからなり、チェックポイント前ではなくステージ途中に分岐点があるが、ステージの最後には再び収束し、通るチェックポイントは必ず一つとなる。第1ステージは1本道であるが、第2ステージ以降は分岐点があり、全部で210通りのコースどりの走り方がある。各ステージの制限時間は60秒で、チェックポイントを通過するたび残り時間が60秒にリセットされる。ゴールイン、または、残りタイムが0になるとゲームオーバー。ステージ5はコンティニュー不能。
本作の特徴は、1ステージにつき3回まで使用できるニトロによって、爆発的な加速力を得ることができることである。なお、ゲーム自体はニトロを使用しなくてもクリアできる時間設定になっている。

## ニトロについて
シフトレバーの上にニトロスイッチがついており、使用すると一定時間だけ爆発的に加速される。ニトロボタンを押すと、自動車型の筐体は後ろに傾き体感し、画面上の敵車はプレイヤー側に飛んでくるような加速力で、自車のコントロールも難しくなる。なお、DIPスイッチ設定により、使えるニトロストック数を変更可能（タイトーメモリーズII 下巻のオプション設定でも変更可能。）。ニトロは1ステージ中に2～5回（初期設定は3回）使用可能。ただし、次のステージは持ち越せない。

## DIP設定
アーケード版のDIP-SWは以下の通りである。（「＊」は標準設定）
- DIP-SW A
ゲームスタイル（1と2）
コックピット ○×
UPライト ○○
テストモード（3）
＊通常 ×
テスト ○
デモサウンド（4）
＊有 ×
無 ○
プレイ料金（コインA）（5と6）
＊1コイン1プレイ ××
1コイン2プレイ ○×
2コイン1プレイ ×○
2コイン3プレイ ○○
プレイ料金（コインB）（7と8）
＊1コイン1プレイ ××
1コイン2プレイ ○×
2コイン1プレイ ×○
2コイン3プレイ ○○

- DIP-SW B
難易度（減算スピード）（1と2）
＊ランクB ××
ランクA ○×
ランクC ×○
ランクD ○○
タイマー（初期設定値）（3と4）
＊60秒 ××
70秒 ○×
50秒 ×○
40秒 ○○
ニトロの回数（5と6）
＊3 ××
2 ○×
4 ×○
5 ○○
コンティニュー（7）
＊無 ×
有 ○
コンティニュー料金（8）
＊1コイン ×
1／2コイン ○

## 余談
- クラッシュ後にステアリングやペダルの再センタリングが行われるので、クラッシュ時にステアリングを切っておくと、復帰後の切れ角が異常になってしまう。同様にクラッシュと同時にブレーキペダルを踏むと巡航速度が320km/hを越えてしまう。
- スピーカーシステムは、フロントスピーカー1出力とボトムスピーカー1出力（恐らくウーハーと同様と思われる）。元々ステレオではない。
- 最近は見かけなくなった-5Vを必要とするため、電源に注意が必要。
- 基板のコネクタにアクセル1～3、ブレーキ1～3と、なぜかそれぞれ3入力あるが、用途は不明であり現在調査中。

## 移植作品
- X68000版
1988年12月、シャープ・SPSより発売。見た目の完成度を上げてしまったためか、拡大縮小処理が追いつかず、道路を疾走するという爽快感が損なわれてしまっている。そのため、ニトロスイッチを使うとバックしているように見えるという現象が起きる。
- PlayStation 2版
2007年3月29日発売のタイトーメモリーズII 下巻に収録。